# Crofton (Nebraska)
Crofton é uma cidade localizada no estado americano de Nebraska, no Condado de Knox.

## Demografia
Segundo o censo americano de 2000, a sua população era de 754 habitantes.
Em 2006, foi estimada uma população de 704, um decréscimo de 50 (-6.6%).

## Geografia
De acordo com o United States Census Bureau, a localidade tem uma área de 1,7 km², sem área coberta por água.

## Localidades na vizinhança
O diagrama seguinte representa as localidades num raio de 24 km ao redor de Crofton.